# Reboot (konference)
 Denne artikel omhandler arrangementet Reboot. Opslagsordet har også en anden betydning, se Reboot.
Reboot var en årlig konference i København om internettet og kulturen omkring Internettet. Konferencen blev først afholdt i 1998. Iværksætteren Thomas Madsen-Mygdal har været arrangør og kurator bag festivalen.
Konferencen blev senest afholdt i foråret 2009, da reboot 11 blev afholdt i Kedelhallen på Frederiksberg.
På konferencen i juni 2005 var Jimmy Wales blandt foredragsholderne.